# ونینگن
ونینگن (به آلمانی: Venningen) یک شهر در آلمان است که در راینلاند-فالتس واقع شده‌است.

## خصوصیات
ونینگن ۹٫۸۷ کیلومترمربع مساحت دارد ۱۳۴ متر بالاتر از سطح دریا واقع شده‌است.